# 紀元1年が、こんなんだったら!?
『紀元1年が、こんなんだったら!?』（原題: Year One）は、2009年のアメリカ映画。日本では劇場未公開。したまちコメディ映画祭in台東で初上映された。

## ストーリー
狩猟と採取で生活している原始人さながらの村で、狩りも満足にできないゼド（ジャック・ブラック）は禁断の果実を食べたことにより追放された。その際に火をつけられて居場所のなくなったオー（マイケル・セラ）も一緒についてくる。途中、２人は弟を殺したカインと一緒になり、さらに大きな町・ソドムにたどり着く。そこは旱魃が続くため神への生贄として処女を捧げる司祭長や、古代ローマを思わせる軍隊の衛兵などがおり、男色もはびこる退廃した町だった。セドはオーと共に司祭長しか入れない禁断の間に入り、その罪で殺されそうになるが、「禁断の間に入っても死ななかった俺は選ばれし者だ」という強弁で町の反乱を招き、司祭長を生贄として火の中に放り込むと雨が降ってくる。町が平和になったのを後に、ゼドとオーは別れを告げて別の町を目指す。

## キャスト
役名：俳優（ソフト版日本語吹き替え）
- ゼド：ジャック・ブラック（吹替：三宅健太）
- オー：マイケル・セラ（吹替：手塚祐介）
- 司祭長：オリヴァー・プラット（吹替：石住昭彦）
- カイン：デヴィッド・クロス（吹替：勝杏里）
- アブラハム：ハンク・アザリア（吹替：高桑満）
- アダム：ハロルド・ライミス（吹替：石住昭彦）
- クリストファー・ミンツ＝プラッセ
- ヴィニー・ジョーンズ
- ジュノー・テンプル
- オリヴィア・ワイルド
- ジューン・ダイアン・ラファエル
- ザンダー・バークレー
- ジア・カリデス
- デヴィッド・パスクエジ
- カイル・ガス
- ビル・ヘイダー